# つぼみ学級
つぼみ学級（つぼみがっきゅう）は、鹿児島県自閉症協会が主催する活動である。7月をのぞく毎月第4日曜日（12月は第3日曜日、5月と8月はキャンプ）に鹿児島県鹿児島市の施設で親の総会の間に行われる。対象児の自閉症児（きょうだい）は5歳～28歳の約30名でボランティアには鹿児島県内のほとんどの大学・大学院・専門学校の学生（後述）、現役の教員などの社会人が参加している。子供・きょうだいのグループは大きく年長班・年少班・きょうだい班の3つに分かれる。サブ活動として水泳教室（8月と1月をのぞく毎月第2土曜日、11月は鹿大祭のため第1土曜日）がある。

## 構成
つぼみ学級は以下によって構成されている。
本部
つぼみ学級の全体を仕切る。主に司会・プログラムを決めたり、出欠の確認を行う。構成としては鹿児島大学の学生6名である。本部たちは毎週火曜日・金曜日に話し合いを行い、つぼみ学級の前日にミーティングを行う。活動当日は全員同じ色のシャツやジャンパーを着ており、目印となる。なお、2006年度以前は志学館大学の学生も本部を担当していた。
班長
つぼみ学級は班グループ制で主にその班グループのリーダーとして子供・サポーターを補佐していく。主に、本部をしていない2年生以上の学生が中心となる。
サポーター
子供と1対1になって1年間ペアを替えずに同じ子供をサポートする。サポーターの対象者は新入生・初参加の学生が中心となる。
フリー
フリーには全体フリー・グループフリー・班付きフリーの3つがあり活動全体のサポート・本部の仕事を手伝う。裏方的存在といえよう。

## 年間活動
以下には2014年度の年間活動を示した。つぼみ学級は７月以外の月に行われているが2004年1月は天候不良、2006年9月は台風接近、2007年6月ははしかの影響により中止、2003年2月は土曜日、2003年11月は月曜日（祝日）に行われた。
- 2014年4月 - 施設プログラム・サポーターの引継ぎ。
- 2014年5月 - 春のキャンプ。鹿児島県南さつま市の南薩少年自然の家にて。終了後新歓コンパ。
- 2014年6月 - 施設プログラム。
- 2014年8月 - 夏のキャンプ。鹿児島県霧島市の霧島自然ふれあいセンターにて。
なおここでは旧本部と新本部が合同でプログラムを担当する。終了後は本部引継ぎパーティーをおこなう。
- 2014年9月 - 運動会
鹿児島大学教育学部の学生のほとんどが教育実習で抜けるため参加者が少ないがこの行事を以って新本部体制がスタートすることになる。
- 2014年10月 - 秋の遠足。
- 2014年11月 - 施設プログラム。
- 2014年12月 - クリスマス会。終了後は忘年会がある。
- 2015年1月 - 施設プログラム。
- 2015年2月 - 施設プログラム。今年度卒業する学生がサポーターを担当する。終了後は追い出しコンパがある。
- 2015年3月 - お別れ遠足。鹿児島県鹿児島市の健康の森公園へ行く。

## 活動の流れ
1. 直前ミーティング（学生ボランティアのみ）
2. 子供受付
3. はじめの会
4. メイン活動（年長班・年少班・きょうだい班に分かれる）
5. 全員ダンス
6. 終わりの会（感想発表・誕生日会・メダル渡し）
終わりの会ではその月に誕生日を迎えた子供のために全員で誕生日会を行う。また活動の終了後には、サポーターは子供にメダル（アニメのキャラクターなどの絵の入った首掛け物）を手渡し、誕生日を迎える者にはさらに誕生日メダルを手渡す。
7. 親へ子供を引き渡し
8. 反省会（学生ボランティアのみ）

## 水泳教室
8月と1月をのぞく毎月第2土曜日（11月は鹿大祭のため第1土曜日）にハートピアかごしまのプールで行われる活動である。水泳教室を担当する水泳係は鹿児島大学の2～3年生で本部を担当していない学生2名である。なお、6月には1年間の水泳教室の活動の集大成である水泳大会が行われる。

## 参加学校
参加している大学・短期大学・専門学校を、レギュラーのみ以下に示した。圧倒的に鹿児島大学の学生の参加が多く、鹿児島医療福祉専門学校、鹿児島医療技術専門学校と人数面で続くのである。かつては鹿児島女子短期大学、鹿児島純心女子大学、志学館大学、鹿児島国際大学などの学生も参加していた
- 鹿児島大学（1回あたりの参加者は30～50人前後で、主に教育学部の特別支援教育教員養成課程が多い）
- 鹿児島医療福祉専門学校（1回あたりの参加者は5人前後で、主に理学療法学科が多い。）
- 鹿児島医療技術専門学校（1回あたりの参加者は3人前後で、主に作業療法学科が多い。）

## 活動場所
主要な活動場所はほとんど鹿児島県鹿児島市にある。それぞれの活動場所は以下の通り。
一般活動
- ゆうあい館
- 星ヶ峯ふれあいセンター
- ハートピアかごしま

遠足
- 錦江湾公園（秋季）
- かごしま健康の森公園（お別れ遠足）

水泳教室
- ハートピアかごしま（水泳教室）

キャンプ
- 南薩少年自然の家（鹿児島県南さつま市・春季）
- 県立霧島自然ふれあいセンター（鹿児島県霧島市・夏季）